# Triquiúrids

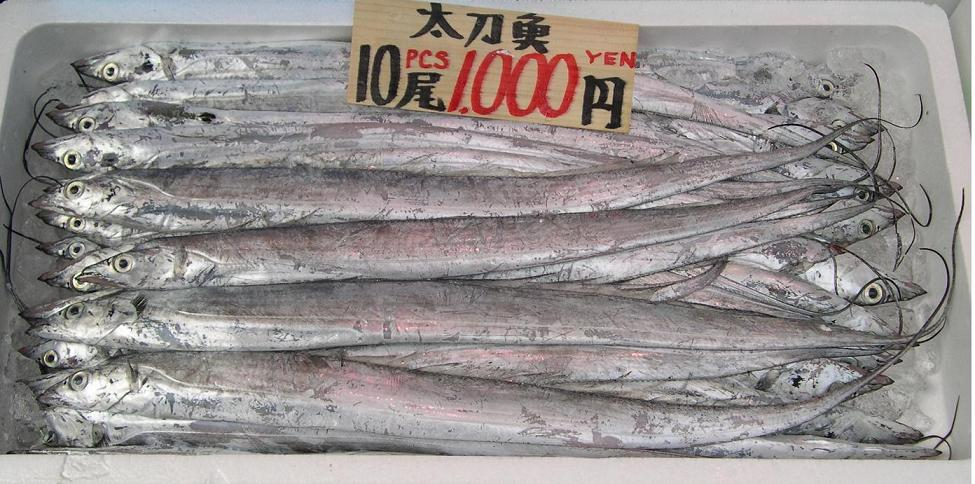
Exemplars de Trichiurus lepturus a la venda en un mercat de Tòquio

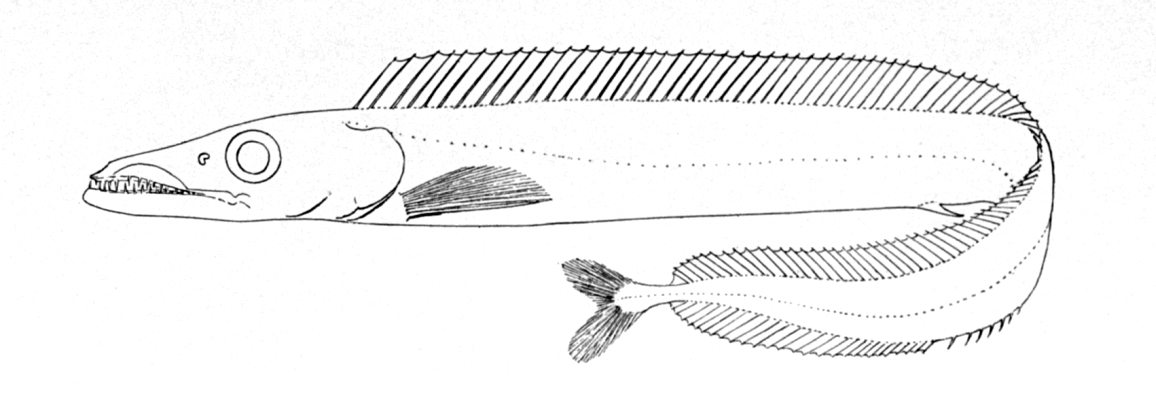
Aphanopus carbo

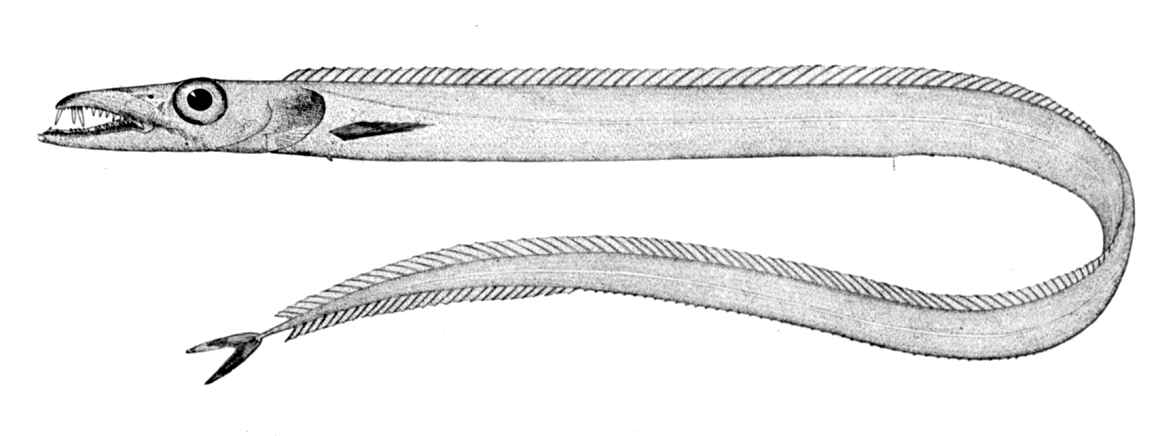
Benthodesmus simonyi

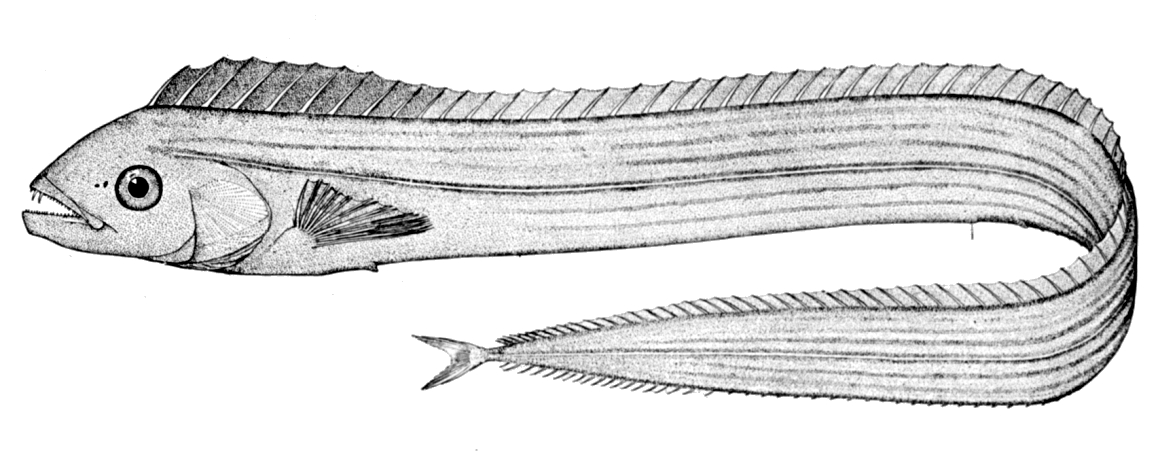
Evoxymetopon taeniatus

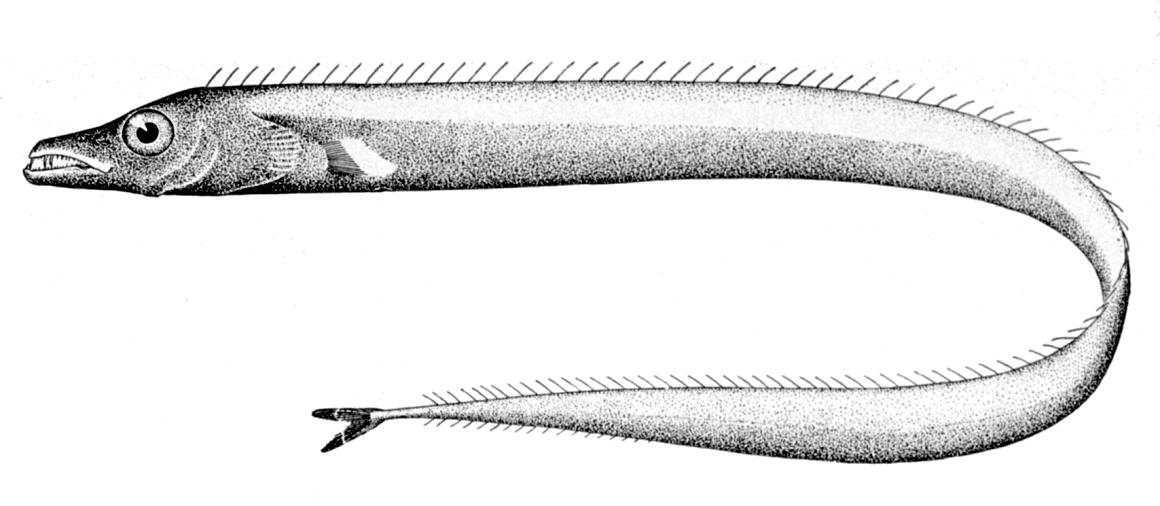
Lepidopus caudatus

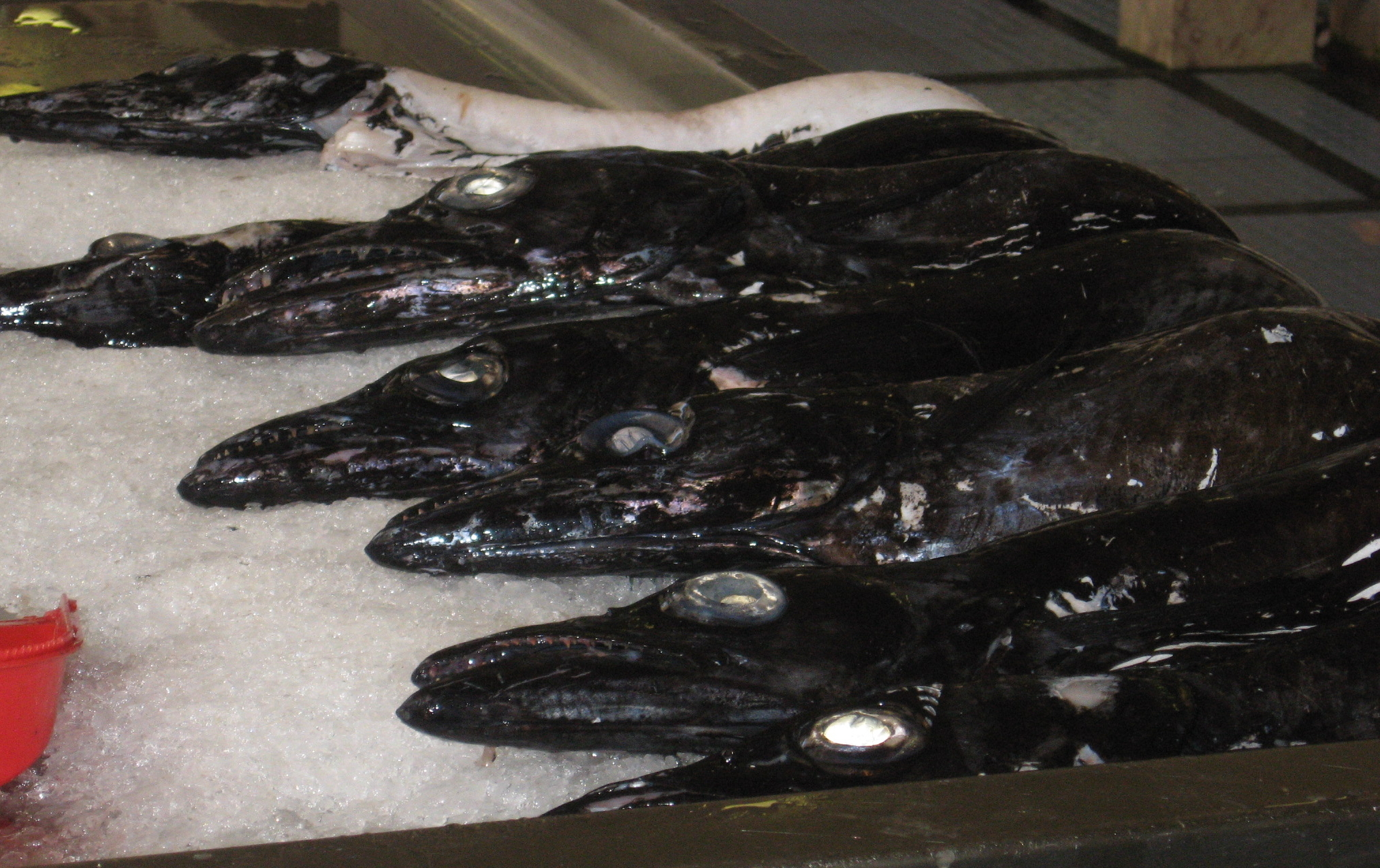
Exemplars dAphanopus carbo al mercat de Funchal (Madeira)

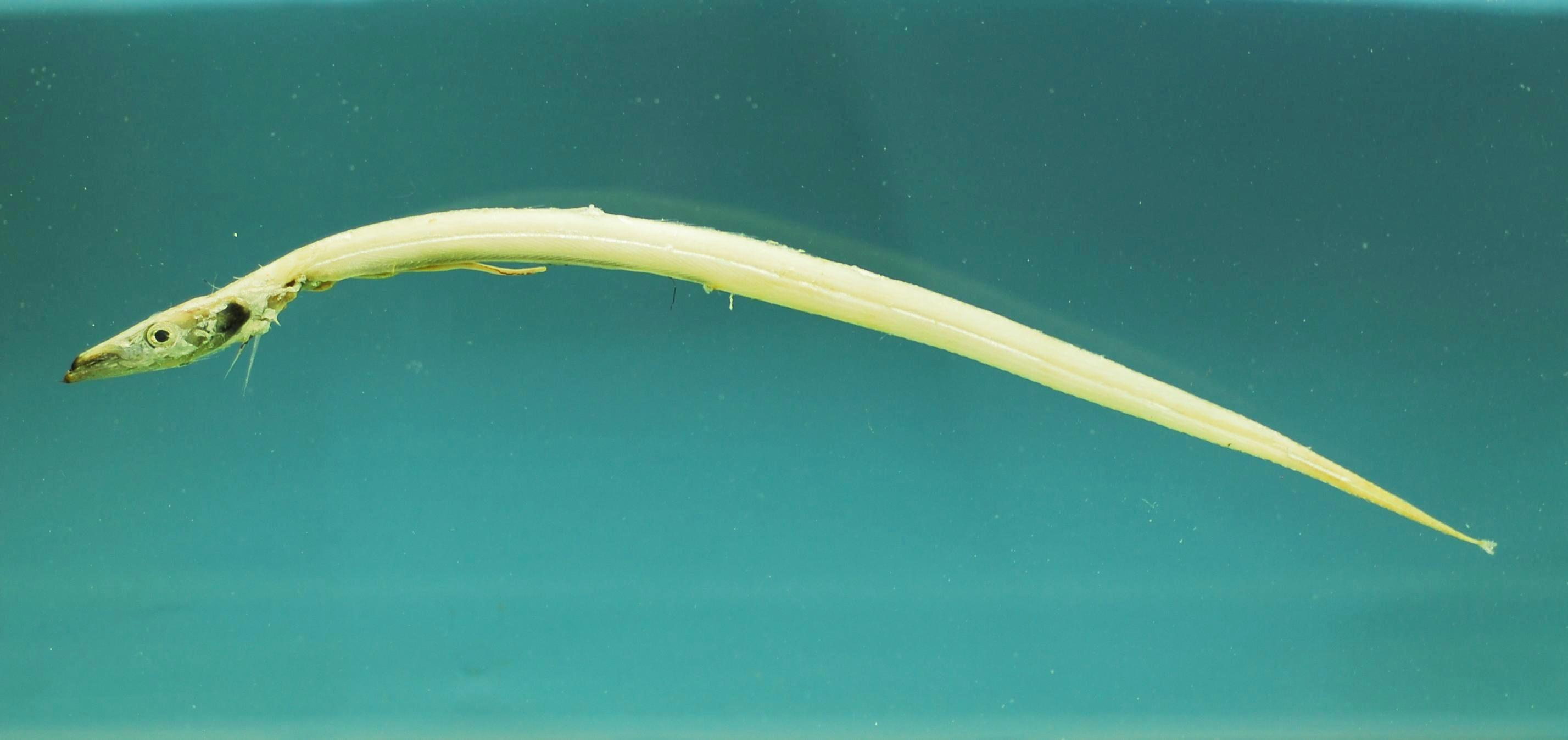
Benthodesmus tenuis

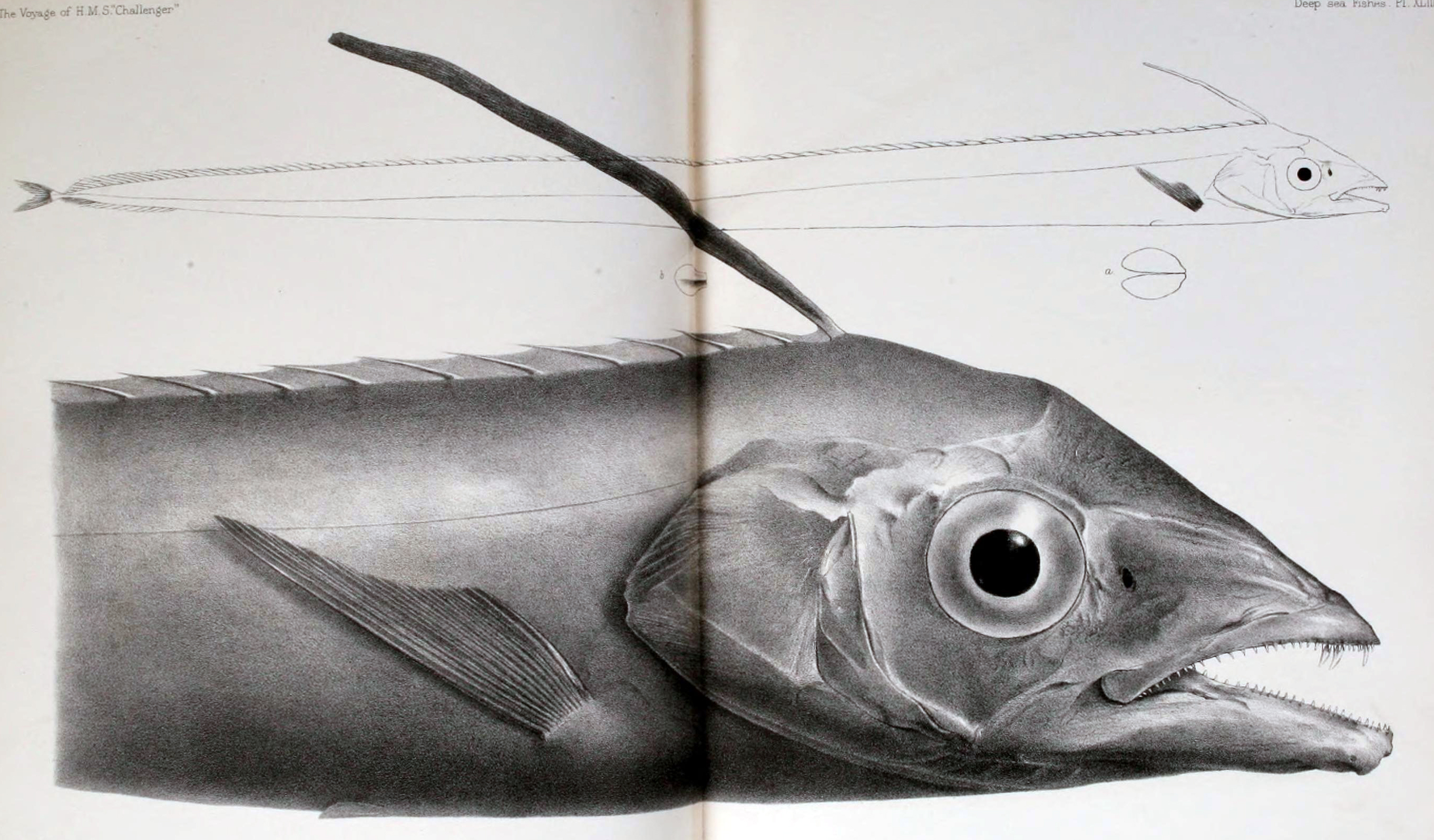
Evoxymetopon poeyi (il·lustració del 1887)

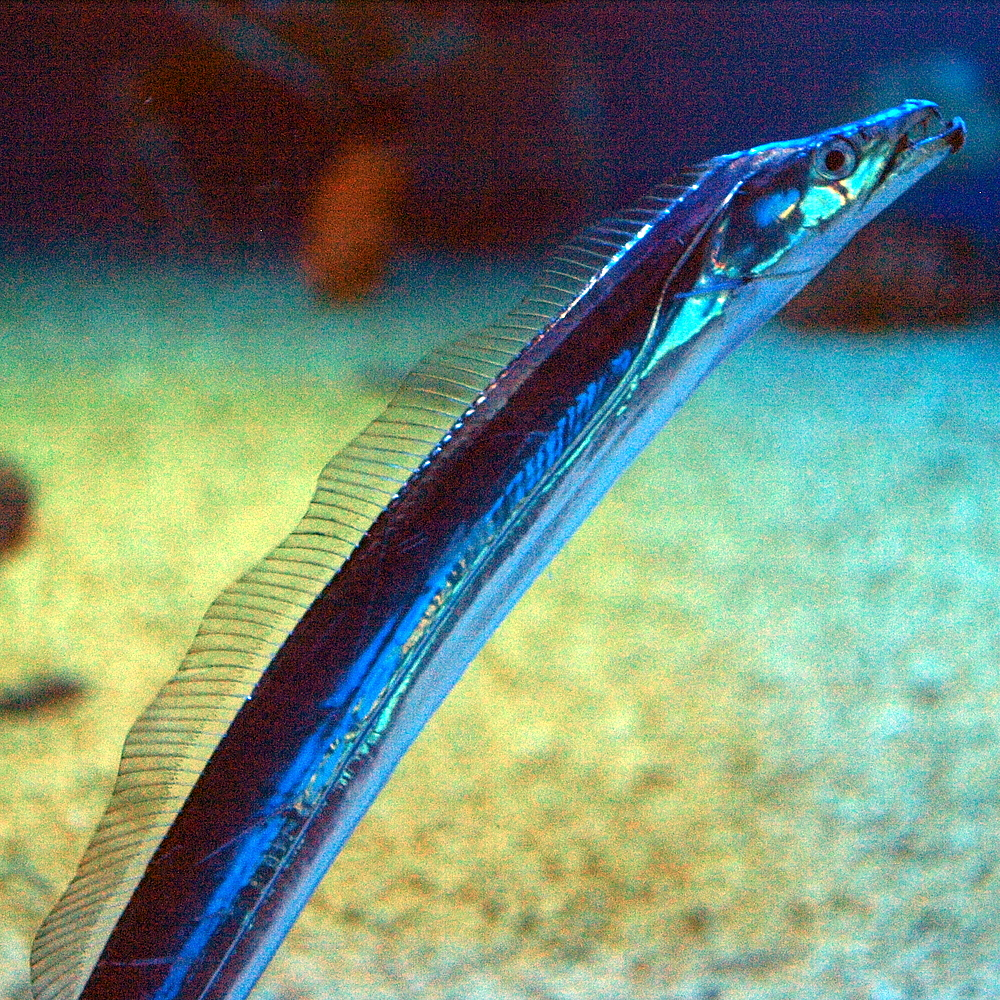
Trichiurus lepturus

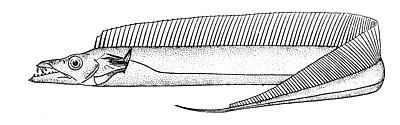
Trichiurus lepturus

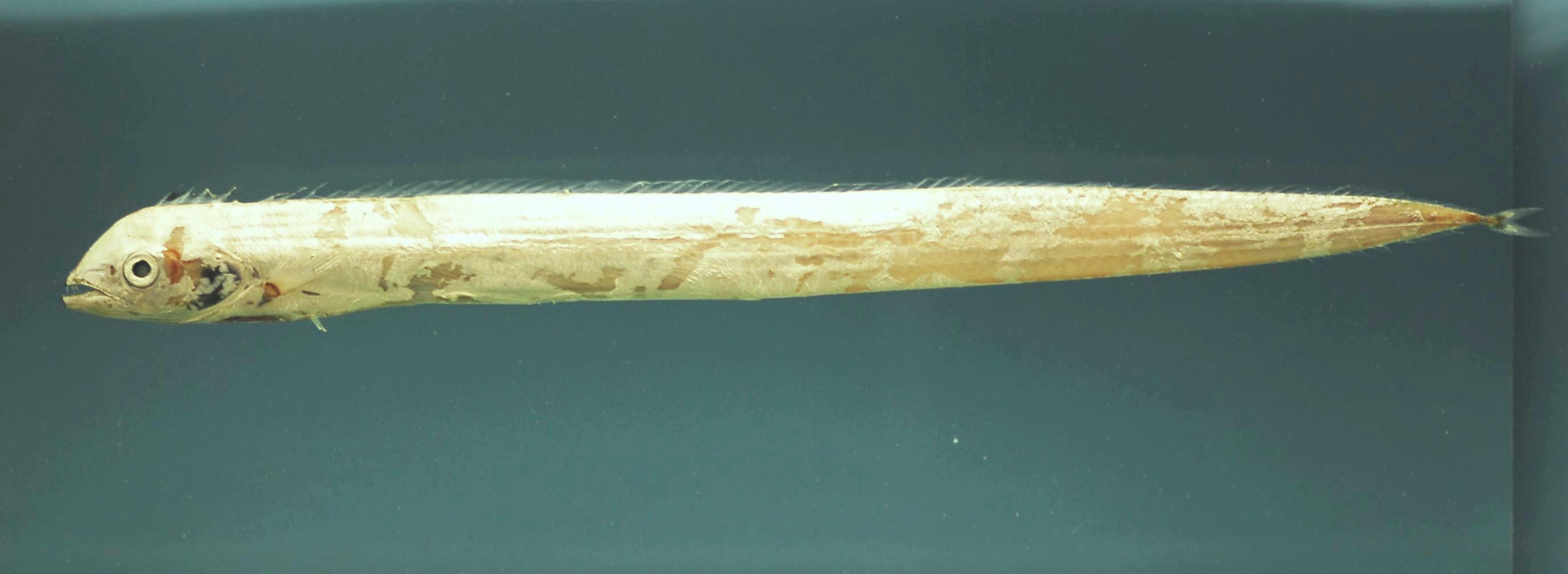
Evoxymetopon taeniatus

Els triquiúrids (Trichiuridae) són una família de peixos d'aigua marina i salabrosa pertanyent a l'ordre dels perciformes.

## Etimologia
Del grec thrix (cabell) i oura (cua).

## Descripció
- Cos molt allargat, prim, força comprimit i de color blau acer o platejat.
- Boca grossa amb la mandíbula superior no protràctil i la inferior sortint.
- Mandíbules amb dents semblants a ullals.
- Una fossa nasal a cada costat del musell.
- Aleta dorsal molt llarga, la qual s'estén per pràcticament tota la longitud del cos.
- L'aleta caudal és petita o absent
- L'aleta pelviana, si fa acte de presència, està representada per un radi tou vestigial o per una espina en forma d'escata.
- Aletes pectorals petites.
- Aleta anal precedida per dues espines lliures darrere de l'anus.
- No tenen escates.
- Una única línia lateral.
- Branquispines subdesenvolupades.
- 58-192 vèrtebres.[4][5][6][7]

## Reproducció
Té lloc durant tot l'any en aigües càlides i les larves i els ous són pelàgics.

## Alimentació
Són peixos depredadors voraços, els quals es nodreixen de peixos, calamars i crustacis.

## Hàbitat i distribució geogràfica
Es troba a les aigües temperades i tropicals dels oceans Atlàntic, Índic i Pacífic. Generalment, habiten les aigües fondes de la plataforma continental i el seu declivi.

## Ús comercial
Són peixos valuosos com a aliment i els gèneres Trichiurus, Lepidopus i Aphanopus són explotats comercialment. Així, per exemple, se'n troben regularment als mercats de les illes portugueses de l'Atlàntic.

## Particularitats
Alguns d'aquests peixos es coneixen com a peixos sabre a causa de llur forma, que recorda a la fulla d'un sabre per la forma i el color metàl·lic sovint brillant. A Sicília es coneixen amb el nom comú de Spatola (espàtula).

## Gèneres i espècies
Llista segons FishBase:
- Gènere Aphanopus (Lowe, 1839)[9]
  - Aphanopus arigato (Parin, 1994)
  - Aphanopus beckeri (Parin, 1994)
  - Aphanopus capricornis (Parin, 1994)
  - Aphanopus carbo (Lowe, 1839)
  - Aphanopus intermedius (Parin, 1983)
  - Aphanopus microphthalmus (Norman, 1939)
  - Aphanopus mikhailini (Parin, 1983)
- Gènere Assurger (Whitley, 1933)[10]
  - Assurger anzac (Alexander, 1917)
- Gènere Benthodesmus (Goode & Bean, 1882)[11]
  - Benthodesmus elongatus (Clarke, 1879)
  - Benthodesmus macrophthalmus (Parin & Becker, 1970)
  - Benthodesmus neglectus (Parin, 1976)
  - Benthodesmus oligoradiatus (Parin & Becker, 1970)
  - Benthodesmus pacificus (Parin & Becker, 1970)
  - Benthodesmus papua (Parin, 1978)
  - Benthodesmus simonyi (Steindachner, 1891)
  - Benthodesmus suluensis (Parin, 1976)
  - Benthodesmus tenuis (Günther, 1877)
  - Benthodesmus tuckeri (Parin & Becker, 1970)
  - Benthodesmus vityazi (Parin & Becker, 1970)
- Gènere Demissolinea (Burhanuddin & Iwatsuki, 2003)[12]
  - Demissolinea novaeguineensis (Burhanuddin & Iwatsuki, 2003)
- Gènere Eupleurogrammus (Gill, 1862)[13]
  - Eupleurogrammus glossodon (Bleeker, 1860)
  - Eupleurogrammus muticus (Gray, 1831)
- Gènere Evoxymetopon (Gill, 1863)[14]
  - Evoxymetopon macrophthalmus (Chakraborty, Yoshino & Iwatsuki, 2006).[15]
  - Evoxymetopon poeyi (Günther, 1887)
  - Evoxymetopon taeniatus (Gill, 1863)
- Gènere Lepidopus (Goüan, 1770)[16][17]
  - Lepidopus altifrons (Parin & Collette, 1993)
  - Lepidopus calcar (Parin & Mikhailin, 1982)
  - Lepidopus caudatus (Euphrasen, 1788)
  - Lepidopus dubius (Parin & Mikhailin, 1981)
  - Lepidopus fitchi (Rosenblatt & Wilson, 1987)
  - Lepidopus manis (Rosenblatt & Wilson, 1987)
- Gènere Lepturacanthus (Fowler, 1905)[18]
  - Lepturacanthus pantului (Gupta, 1966)
  - Lepturacanthus roelandti (Bleeker, 1860)
  - Lepturacanthus savala (Cuvier, 1829)
- Gènere Tentoriceps (Whitley, 1948)[19]
  - Tentoriceps cristatus (Klunzinger, 1884)
- Gènere Trichiurus (Linnaeus, 1758)[20][21]
  - Trichiurus auriga (Klunzinger, 1884)
  - Trichiurus australis (Chakraborty, Burhanuddin & Iwatsuki, 2005).[22]
  - Trichiurus brevis (Wang & You, 1992)
  - Trichiurus gangeticus (Gupta, 1966)
  - Sabre cuafí (Trichiurus lepturus) (Linnaeus, 1758)
  - Trichiurus margarites (Li, 1992)
  - Trichiurus nanhaiensis (Wang & Xu, 1992)
  - Trichiurus nickolensis (Burhanuddin & Iwatsuki, 2003)
  - Trichiurus russelli (Dutt & Thankam, 1966)[23][24][25][26][27][28]